# Diari
Diari aussi appelée Diari-Labé, est une ville et sous-préfecture de la Guinée rattachée à la préfecture de Labé. L'une des 14 sous-préfectures de la préfecture et l'une des toutes premières en Guinée.

## Histoire

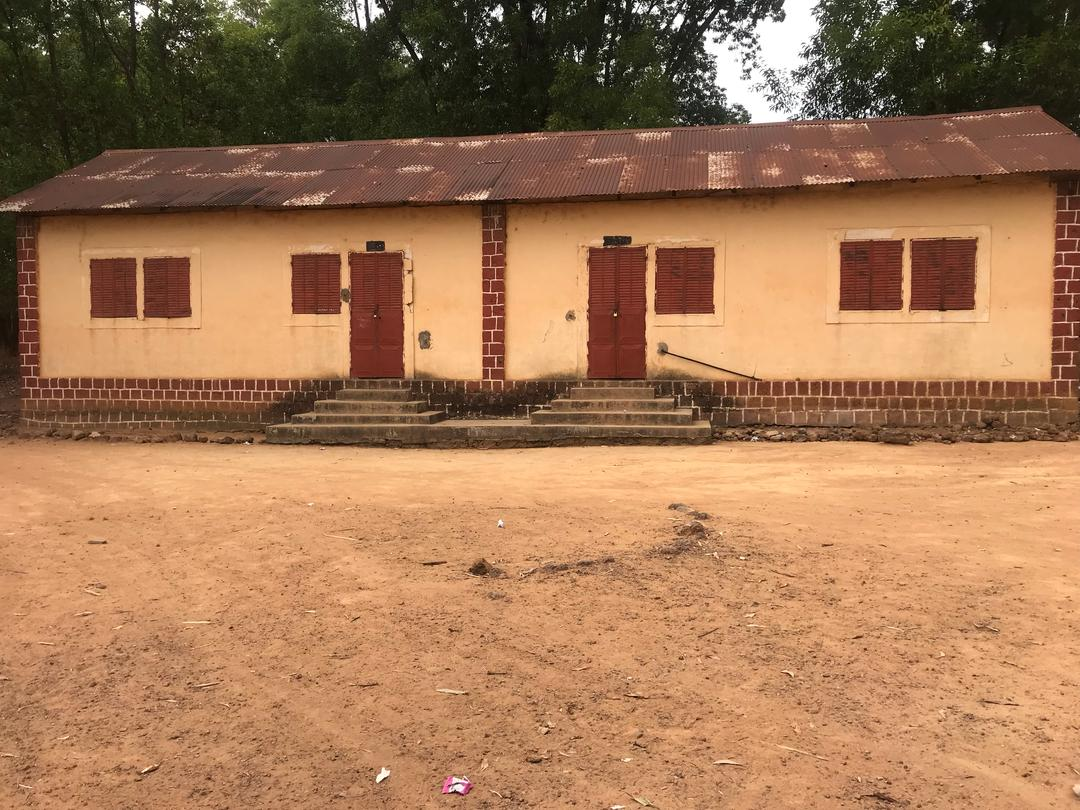
Premier bâtiment construit en tôles à Diari en 1936

La sous-préfecture de Diari a été créée en 1959 dès après l'indépendance du pays en 1958. Elle est située à 30 km du chef-lieu de la préfecture de Labé. Elle est entourée par les sous-préfectures de Garambé au nord-ouest, de Timbi à l'est, par celle de Parawol, à l'ouest celle de Popodara et au nord par Diountou dans Lélouma. Elles est composée de cinq (05) districts qui sont : Koula Mawdhé, Koula Tokosseré, Douka, Donta et Diari Centre.

## Population
En 2016, la localité comptait 15 003 habitants.

## Personnalités liées à la ville
- Karamoko Alpha mo Labé, né a Diari.
- Elhadj Saîfoulaye Diallo (1931-1981) premier président de l'Assemblée Nationale de la Guinée.